# Farinelli and the King
Farinelli and the King è un dramma di Claire van Kampen incentrato sulla figura del celebre cantante castrato Farinelli.

## Trama
Italia, 1731: Farinelli è il più famoso cantante d'opera del suo tempo, è ricco, amato, idolatrato da legioni di ammiratori e combattuto tra diversi compositori che lo vogliono interprete delle loro opere.
Spagna, 1737: Elisabetta Farnese è preoccupata per la depressione e l'insonnia che da mesi attanagliano il marito Filippo V di Spagna. La sovrana, allora, si reca in Italia e supplica il celebre castrato di venire alla corte di Spagna per cercare di alleviare la tensione del re e il cantante accetta. Filippo cambia radicalmente grazie ai servizi di Farinelli, ma il grande mutamento non è unilaterale... 

## Produzioni
Farinelli and the King ha esordito alla Sam Wanamaker Playhouse del Globe Theatre l'11 febbraio 2015 ed è rimasto in scena fino all'8 marzo. Il cast, diretto da John Dove era composto da Mark Rylance (Filippo V), Sam Crane (Farinelli, parti recitate), Iesyn Davies/William Purefoy (Farinelli, parti cantate), Melody Grove (Isabella Farnese), Edward Peel (De la Cuadra), Colin Hurley (Metastasio) e Huss Garbiya (Dottor Jose Cervi).
La produzione viene riproposta al Duke of York's Theatre di Londra per dodici settimane dal settembre al dicembre 2015. Nel dicembre 2017, il dramma esordisce al Belasco Theatre di Broadway con il cast originale e riceve cinque candidature ai Tony Award, tra cui quello per la migliore opera teatrale.